# Holtermannia dimorphobasidiae
Holtermannia dimorphobasidiae är en svampart som beskrevs av Maham., Kund. & M.S. Patil 2002. Holtermannia dimorphobasidiae ingår i släktet Holtermannia och familjen Tremellaceae.   Inga underarter finns listade i Catalogue of Life.